# Headland, Hartlepool
Headland är en civil parish i Storbritannien.   Den ligger i kommunen Borough of Hartlepool och riksdelen England, i den centrala delen av landet, 400 km norr om huvudstaden London.